# Александров, Фёдор Алексеевич
Фёдор Алексеевич Александров (1919 года, с. Верхнедрезгалово, Краснинского района Орловской области РСФСР, СССР — 1993 года, Баку, Азербайджан) — советский военачальник. Участник Великой Отечественной войны. Начальник Бакинского высшего общевойскового командного училища (1970—1977). Генерал-майор.

## Биография
Александров Фёдор Алексеевич родился 15 мая 1919 года. Орловская область, Краснинский район, с. Верхнедрезгалово Член КПСС с 1940 года.
Участвовал в Висло-Одерской операции (февраль-апрель 1945 года).
Принимал участие в боях по захвату и удержанию Кюстринского плацдарма на реке Одер.
Воевал в должности заместителя командира стрелкового полка в звании капитана, майора.
Был командиром батальона Рязанского пехотного училища до 1949 года. 12 ноября 1943 года Рязанское пехотное училище в ознаменование 25-й годовщины со дня образования за боевые заслуги перед Родиной и выдающиеся успехи в подготовке офицерских кадров Указом Президиума Верховного Совета СССР было награждено орденом Красного Знамени. Командир курсантского батальона капитан Александров Ф. А. был награждён орденом Красной Звезды.
Окончил в 1952 году Военную академию имени М. В. Фрунзе.
1952—1954 гг. — преподаватель кафедры оперативно-тактической подготовки Военной академии имени М. В. Фрунзе.
1954—1955 гг. — заместитель командира мотострелкового полка.
1955—1959 годы — командир мотострелкового полка
1959—1964 гг. — начальник штаба дивизии.
1964—1970 гг. — командир 94-й гвардейской мотостелковой дивизии 2-я гвардейская танковая армия ГСВГ.
1970—1977 гг. — начальник Бакинского высшего общевойскового командного училища им. Верховного Совета Азербайджанской ССР.
Уволен в запас в 1977 году.
Умер в июле 1993 года. Похоронен в г. Баку на Аллее почетного захоронения.

## Награды
- Орден Красного Знамени
- Орден Отечественной войны I степени
- Орден Отечественной войны II степени
- Орден Красной Звезды[2].
- Орден Красной Звезды
- Орден Красной Звезды.
- медаль За боевые заслуги
- Медаль «В ознаменование 100-летия со дня рождения Владимира Ильича Ленина».
- Медаль «Ветеран Вооружённых Сил СССР».
- Юбилейная медаль «Двадцать лет Победы в Великой Отечественной войне 1941—1945 гг.»
- Юбилейная медаль «50 лет Вооружённых Сил СССР».
- Юбилейная медаль «60 лет Вооружённых Сил СССР»[3].
- Юбилейная медаль «70 лет Вооружённых Сил СССР»[4].
- Медаль «За безупречную службу» I-й степени.
- Медали СССР.
- Иностранные медали.